# اتنهایم
شهر اتنهایم در ایالت بادن-وورتمبرگ در کشور آلمان واقع شده است.